# Ctenucha venosa
Ctenucha venosa là một loài bướm đêm thuộc phân họ Arctiinae, họ Erebidae.